# Jack Jumper
Jack Jumper, Myrmecia pilosula, är en 10–12 mm stor myra tillhörande gruppen bulldoggsmyror. Den förekommer i Australien.
Jack Jumper är en grupp av små aggressiva och farliga bulldoggsmyror. Den är mycket lättretlig och attackerar sitt offer med stor beslutsamhet. På sin bakdel har Jack Jumper en giftgadd med vilken den kan utdela smärtsamma, och för människan, om allergi finns, mycket farliga sting. Lämnat obehandlat kan ett sting leda till döden, då risken att drabbas av en anafylaktisk chock är extremt hög. Cirka 3 % är allergiska. I Tasmanien avlider i snitt en människa vart fjärde år från Jack Jumper-sting.

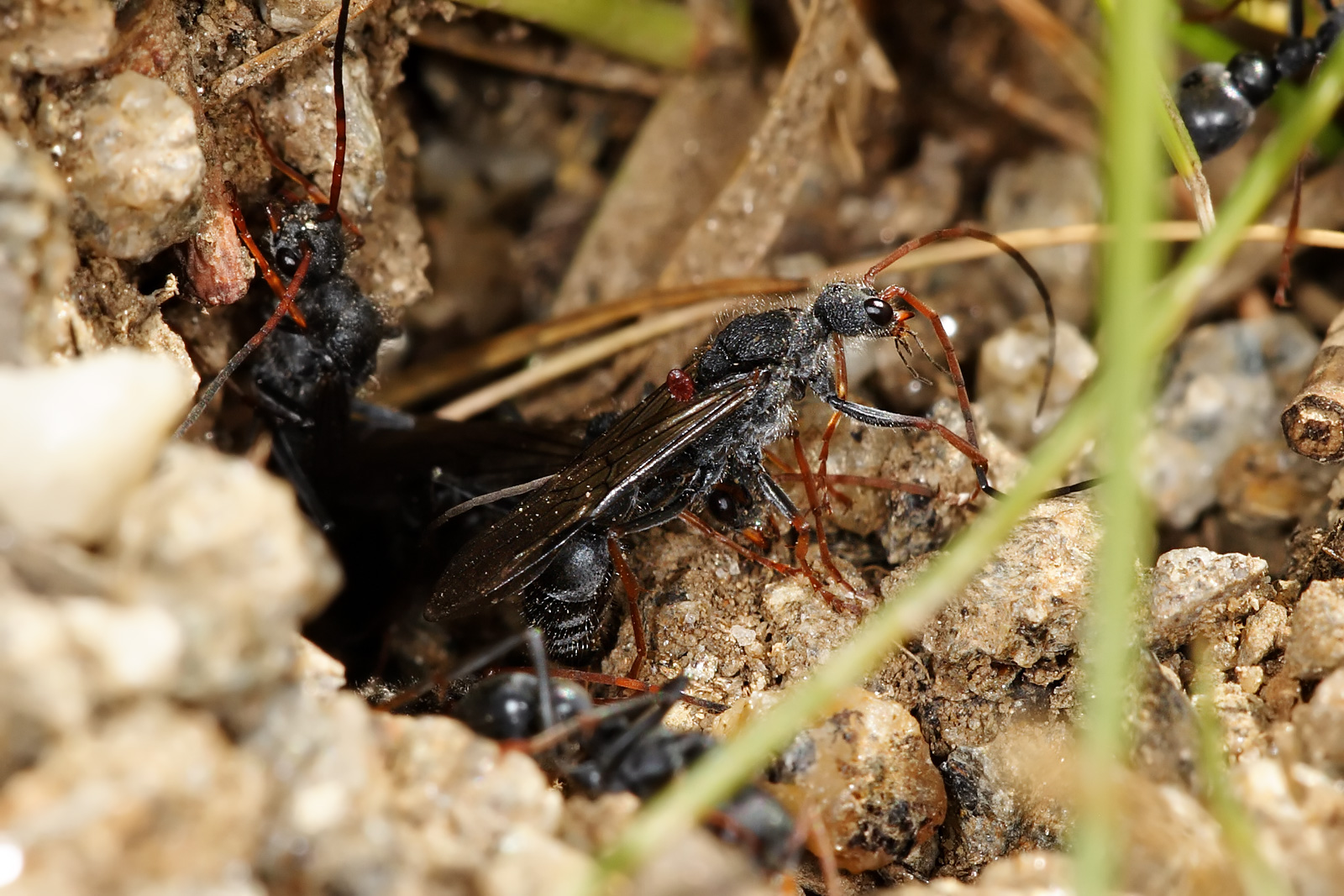
En ung drottningmyra kommer ut från boet.